# Опалиха (платформа)
Опа́лиха — остановочный пункт Рижского направления Московской железной дороги в одноимённом микрорайоне города Красногорска Московской области. Является станцией линии МЦД-2 Московских центральных диаметров, на станции останавливаются все проходящие электропоезда, кроме электропоездов «Ласточка» до станции Муравьёво.
Состоит из одной островной платформы, оборудована эскалаторами, лифтами и турникетами. Имеет выходы на улицы Опалиха и Ольховая. Рядом с остановочным пунктом находится остановка общественного транспорта. Восточнее остановочного пункта находится неохраняемый регулируемый железнодорожный переезд. В непосредственной близости находится жилой комплекс «Опалиха О3».
Изначально остановочный пункт, состоящий из двух боковых платформ, был открыт в 1901 году благодаря участию известного в Москве врача-новатора П. Ф. фон Штейна (к 1903 году действительного статского советника) — тогдашнего владельца усадьбы Опалиха-Алексеевское. Усадебные постройки сдавались дачникам, что было обычной практикой для того времени и фон Штейн стремился повысить доходность владения, в том числе за счет улучшения транспортной связи с Москвой. Он уступил часть своей земли под постройку ж/д станции «Московско-Виндавской линии».
В 1945 году при электрификации участка от Ржевского вокзала до Нахабино возле платформы была построена тяговая электроподстанция и открыта дистанция электроснабжения. В конце 1980-х годов дистанция электроснабжения была переведена на станцию Нахабино, существовавшее примыкание служебного пути ко 2 главному пути снято.
Весной 2019 года боковые платформы были снесены в рамках реализации проекта МЦД. На время реконструкции были построены деревянные боковые платформы ближе к платформе Аникеевка. 6 апреля 2020 года остановочный пункт открылся после реконструкции — была построена новая платформа островного типа и надземный переход со входом на платформу.